# 中根正照
中根 正照（なかね まさてる）は、戦国時代の武将。徳川氏の家臣。松平信康の家老・二俣城主を務めた。

## 出自
中根氏は愛知郡中根の豪族で桓武平氏の流れを汲む平忠正の末子と称した中根正持が祖となる。正行の代より松平清康・広忠に仕え中老となり、子孫は江戸時代に大身旗本となる。
- 平忠正－中根正持 …（系不詳） … 正行 － 正信 － 正昭 － 正照 … （系不詳） … 中根正成 … （以下省略）

## 略歴
中根正昭の子として誕生。永禄11年（1568年）、三河国の徳川家康が遠江国に侵攻して二俣城を奪う。そして、中根正照を城主、青木貞治・松平康安らを部将として入城させた。しかし元亀3年（1572年）10月、武田信玄に攻められ降伏・開城する（二俣城の戦い）。二俣城には、信玄の家臣の芦田信守・信蕃父子が入城し、正照は開城後、浜松に帰還した。ところが、それを知らなかった家康は二俣城の救援に向かい、武田軍との戦闘で敗戦して浜松に敗走してしまう。
元亀3年12月22日（1573年1月25日）の三方ヶ原の戦いにおいて、徳川軍は武田軍に敗れ、正照は戦死をしている。